# Bellegszencse
Bellegszencse (szlovákul: Podhájska) község Szlovákia Nyitrai kerületének Érsekújvári járásában. Kisbelleg és Szencse egyesítésével keletkezett.

## Fekvése
A Garam-menti dombság nyugati részén, Lévától 26 kilométerre délnyugatra, Érsekújvártól 28 kilométerre északkeletre, Nagysuránytól 20 kilométerre keletre található, Rendve és Pozba között.

## Története
A Tatár-hányás nevezetű dombon Alexander Ruttkay középkori váracskát feltételez.
1918 novemberében a helyi zavargások során kirabolták az elmenekült Deutsch Jakab zsidó bérlő kocsmáját, és elűzték a helyi kántortanítót. A tanító a lévai nemzetőrség segítségét kérte, akik a renitens személyeket megverték, és a lévai börtönbe zárták.
Területe a trianoni diktátumig Bars vármegye Verebélyi járásához tartozott. 1938 és 1945 között újra Magyarország része volt.
A völgytalpi útifalu 1960-ban, Kisbelleg és Szencse egyesítésével jött létre. A fejlődés alapjait az 1973-as fúrások teremtették meg, amikor 1900 méter mélyről 80 °C-os termálvíz tört a felszínre. Már a kezdetekkor rájöttek, hogy a harmadkorból származó, literenként 6,69 g kationt és 11,024 g aniont tartalmazó szencsei víz üdítőleg hat a szervezetre. Gyógyító hatása leginkább a felső légúti megbetegedésekre, hátgerinc bántalmakra, ér és mozgásszervi betegségekre jótékony. Emellett gyógyítja a belső szerveket, segíti a csonttörések gyógyulását, bőrgyógyító hatású, csökkenti a reumatikus fájdalmakat és serkenti a pajzsmirigy működését. 1974-ben 4 800 000 csehszlovák korona költséggel megépült a 35x15x1,2 m-es termálvizes ülőmedence, valamint a 8x8,5x0,9 m-es gyermekmedence. A vendégek ellátását már ekkor több vendéglátóegység (Borinka Hotel, Termál Étterem, néhány büfé) biztosította. A „dolgozó népet szolgáló”, igénytelennek is nevezhető „szocreál komplexum” élte mindennapjait. 1991-ben némi felújítást végeztek, amely kiterjedt a Borinka Hotelre is. A falu 1993-ban, Csehszlovákia felbomlásakor Szlovákia része lett. A vidéki turizmus fellendítése érdekében 2003-ban létrehozták a Thermal mikrorégiót, amelyhez tizenegy környékbeli község csatlakozott. Az együttműködés első eredményeként a pozsonyi Szlovák Műszaki Egyetem diákjai – szakmai gyakorlat keretében – kidolgozták a községek fejlesztési tervét és a majdani turisztikai útvonalakat (ezek mindegyike a szencsei termálvizes fürdőbe vezet).

## Látnivalók

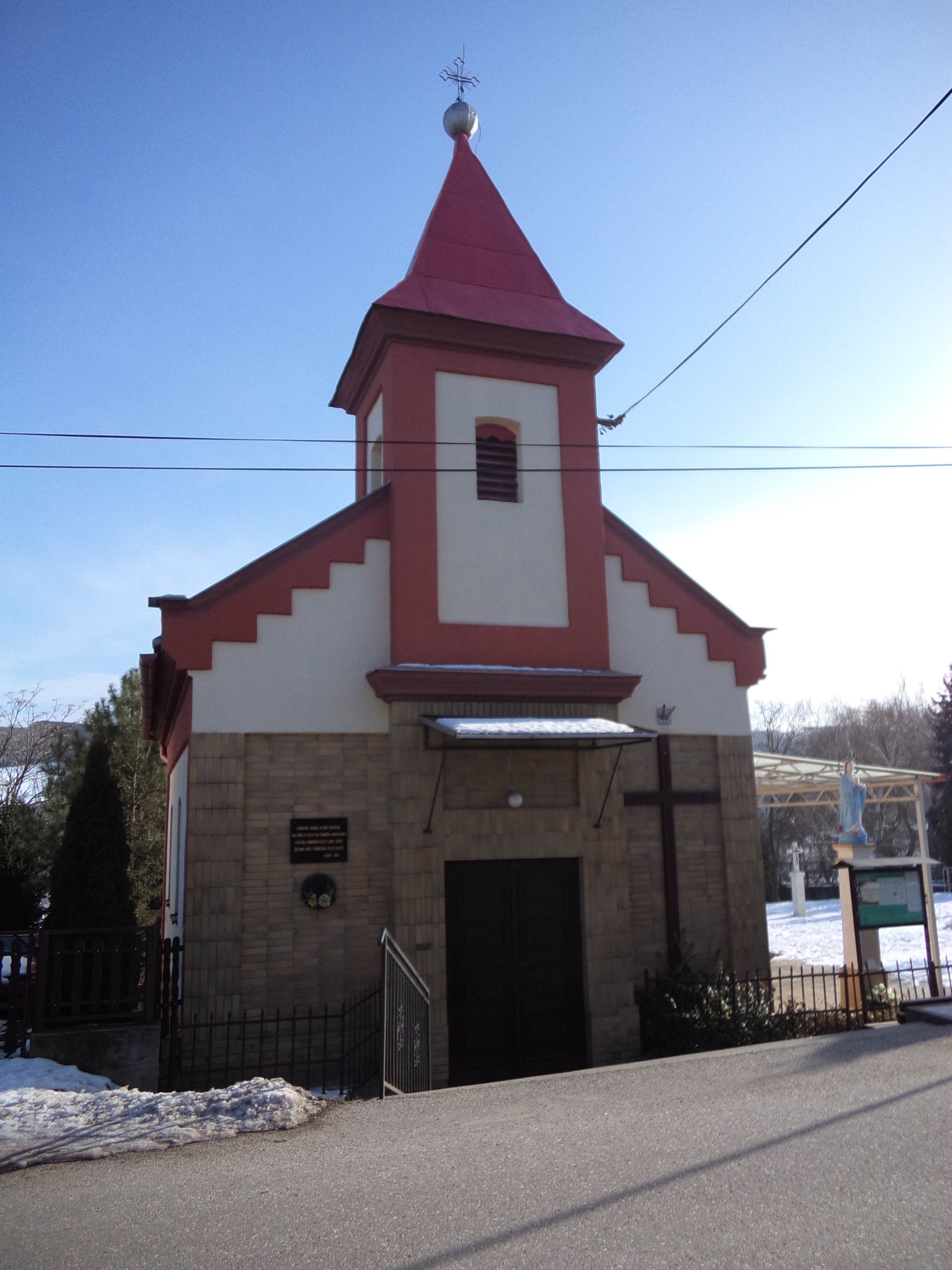
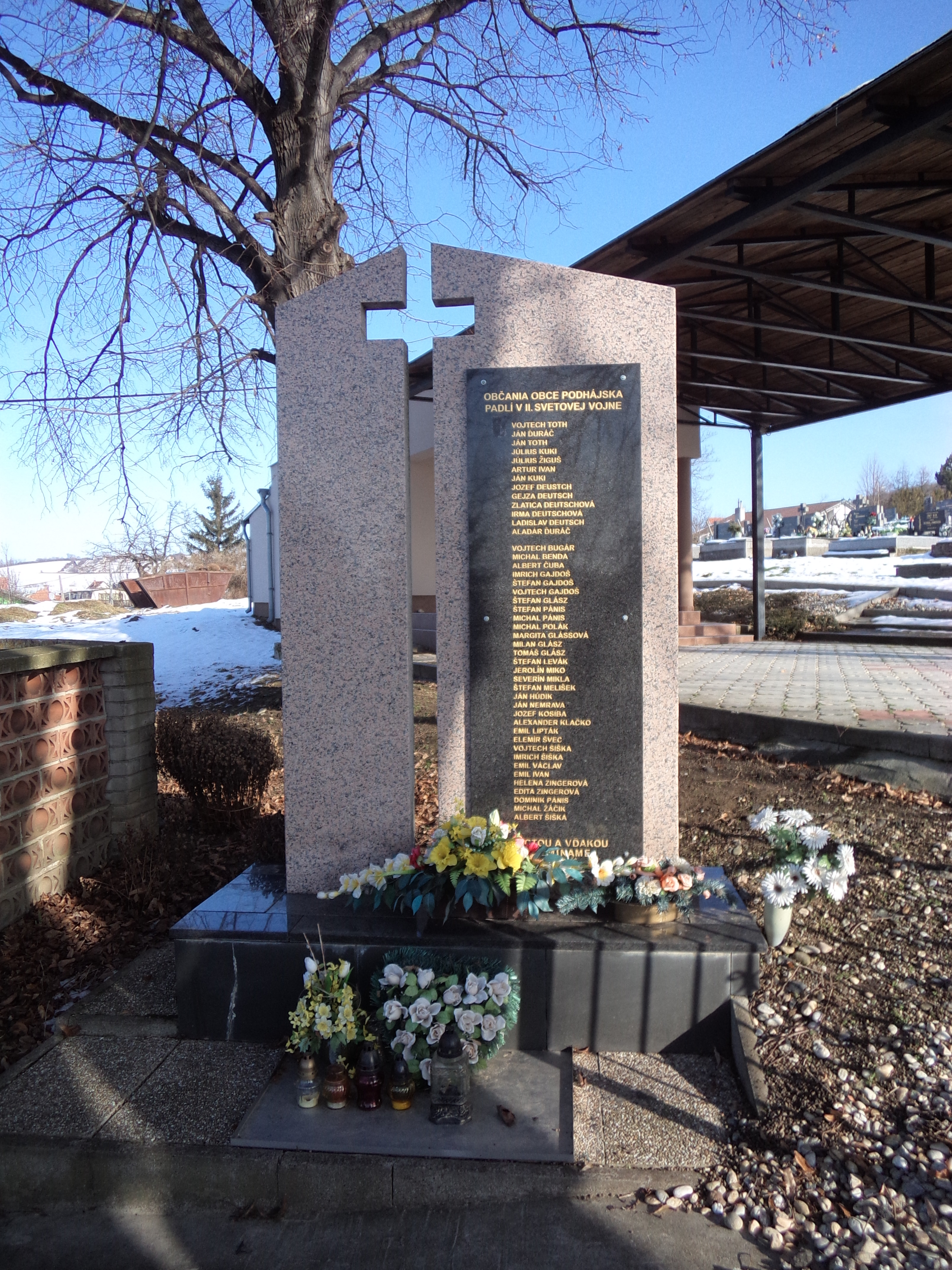
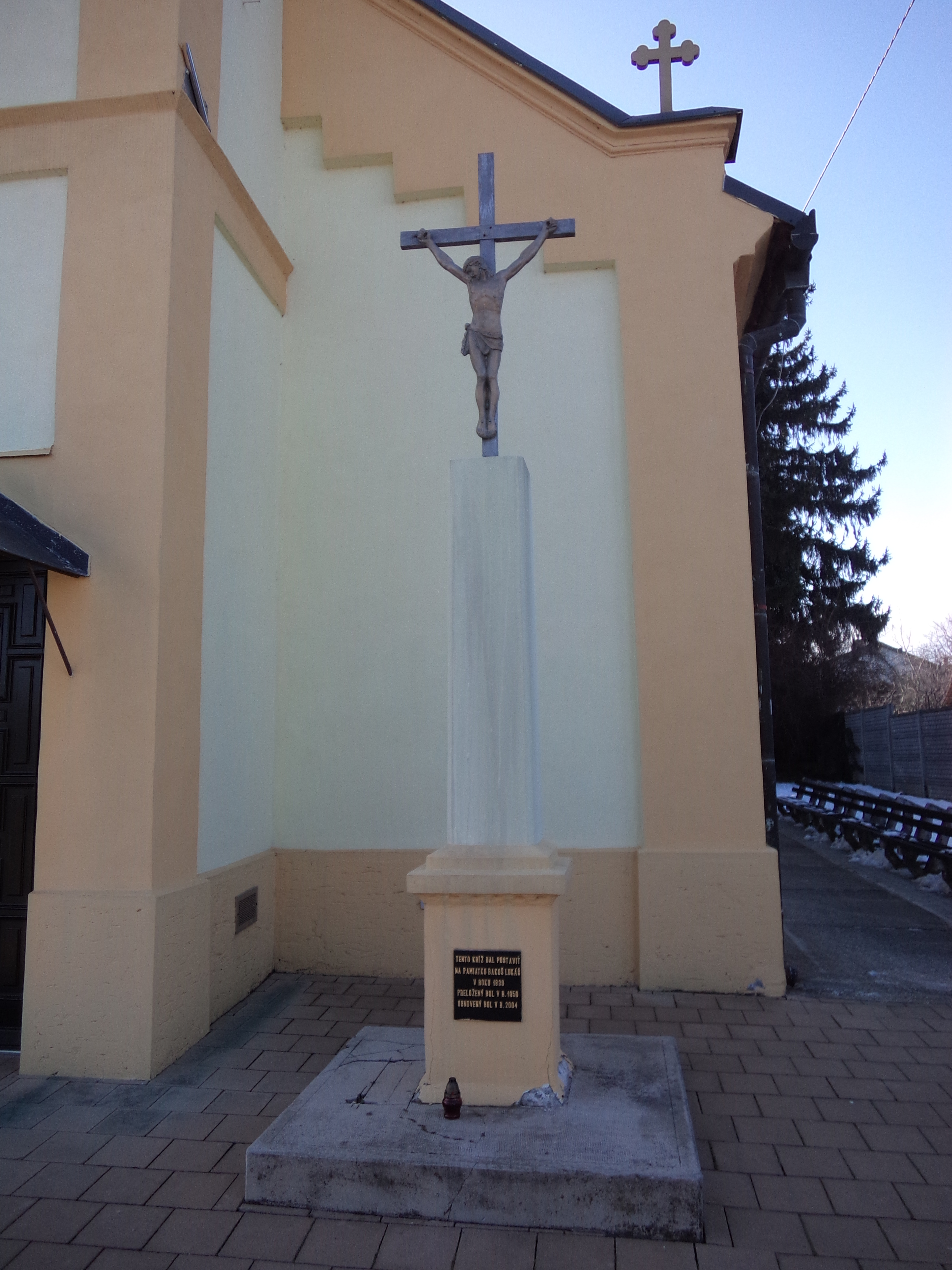
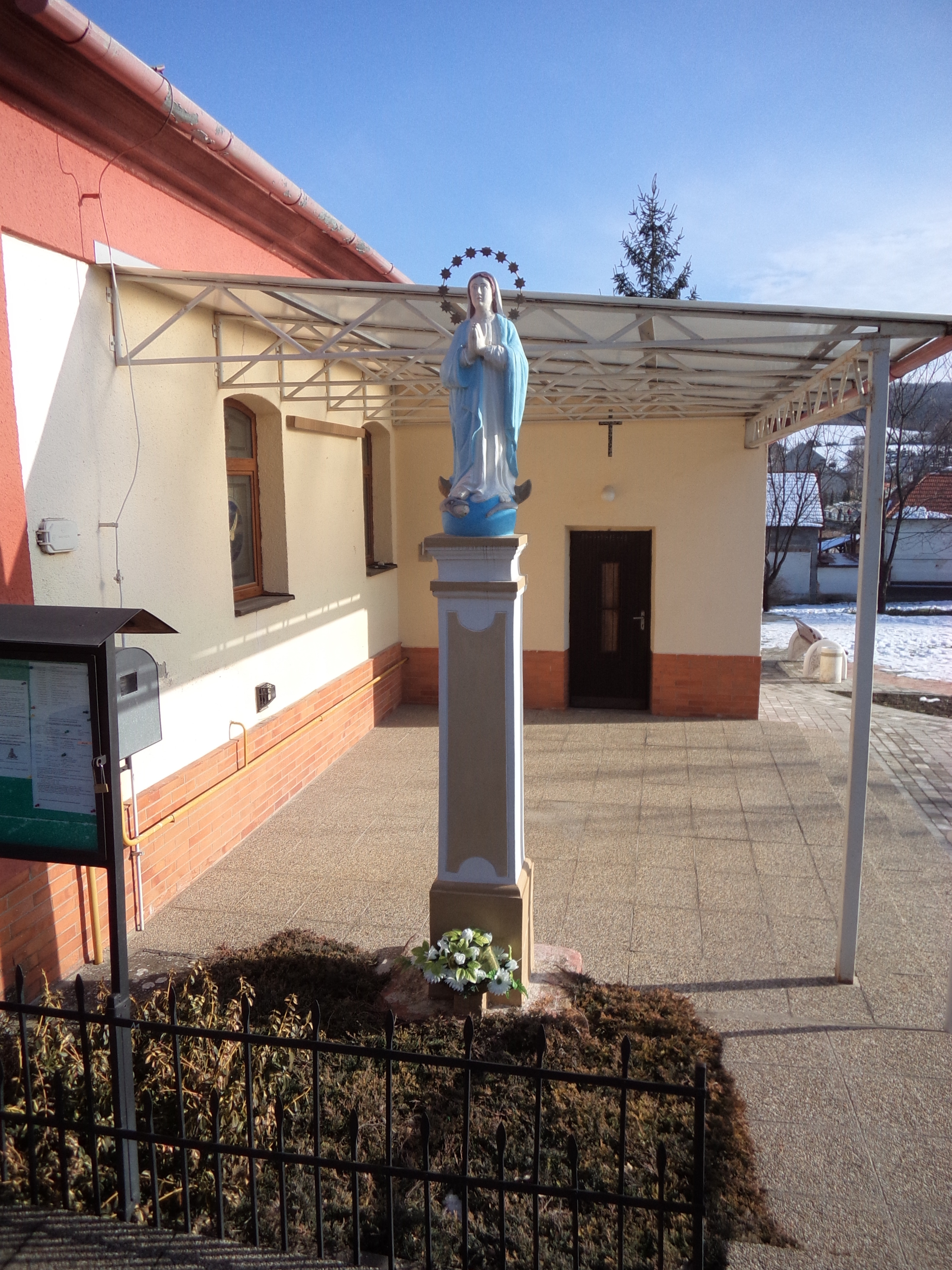
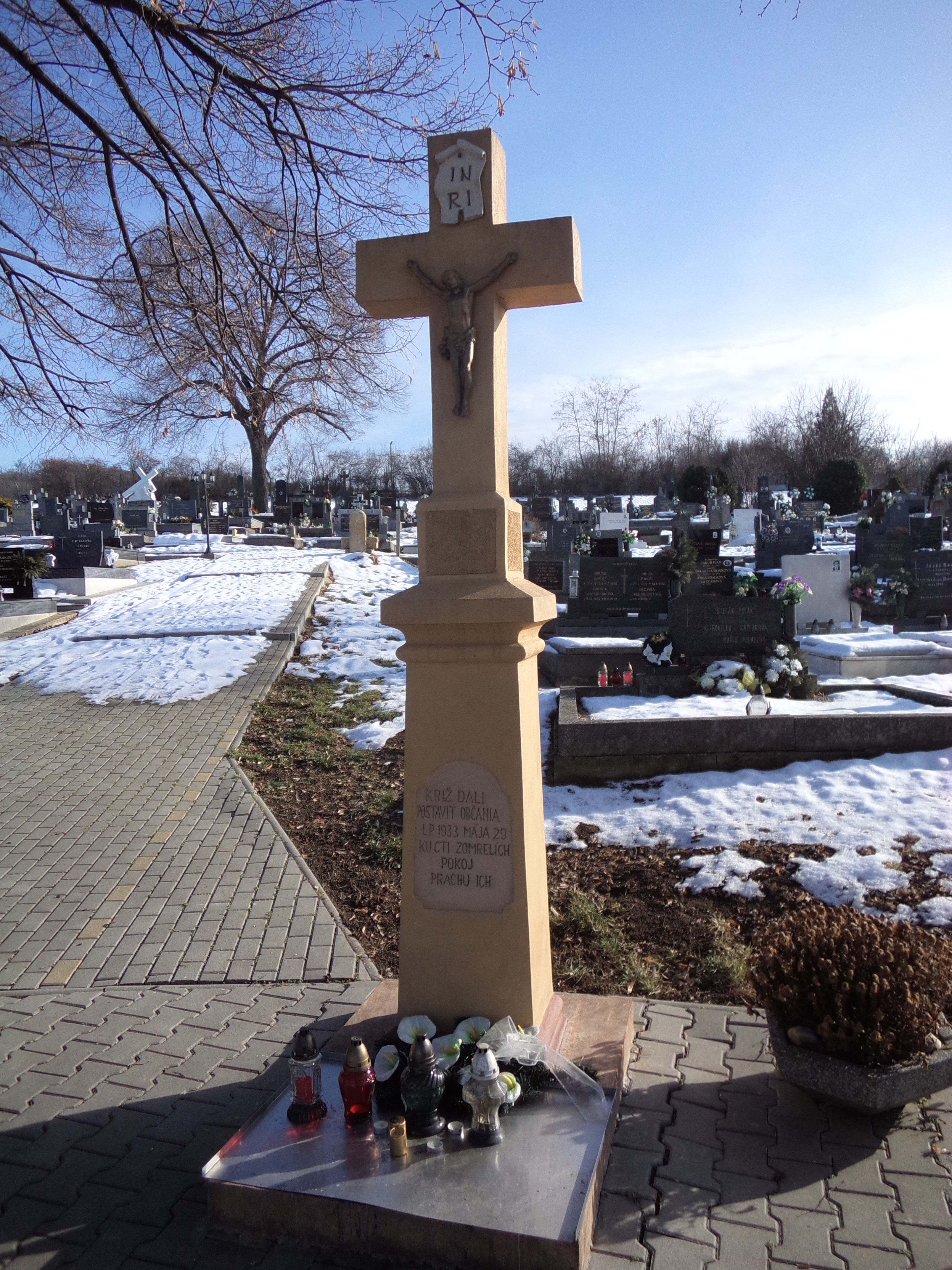
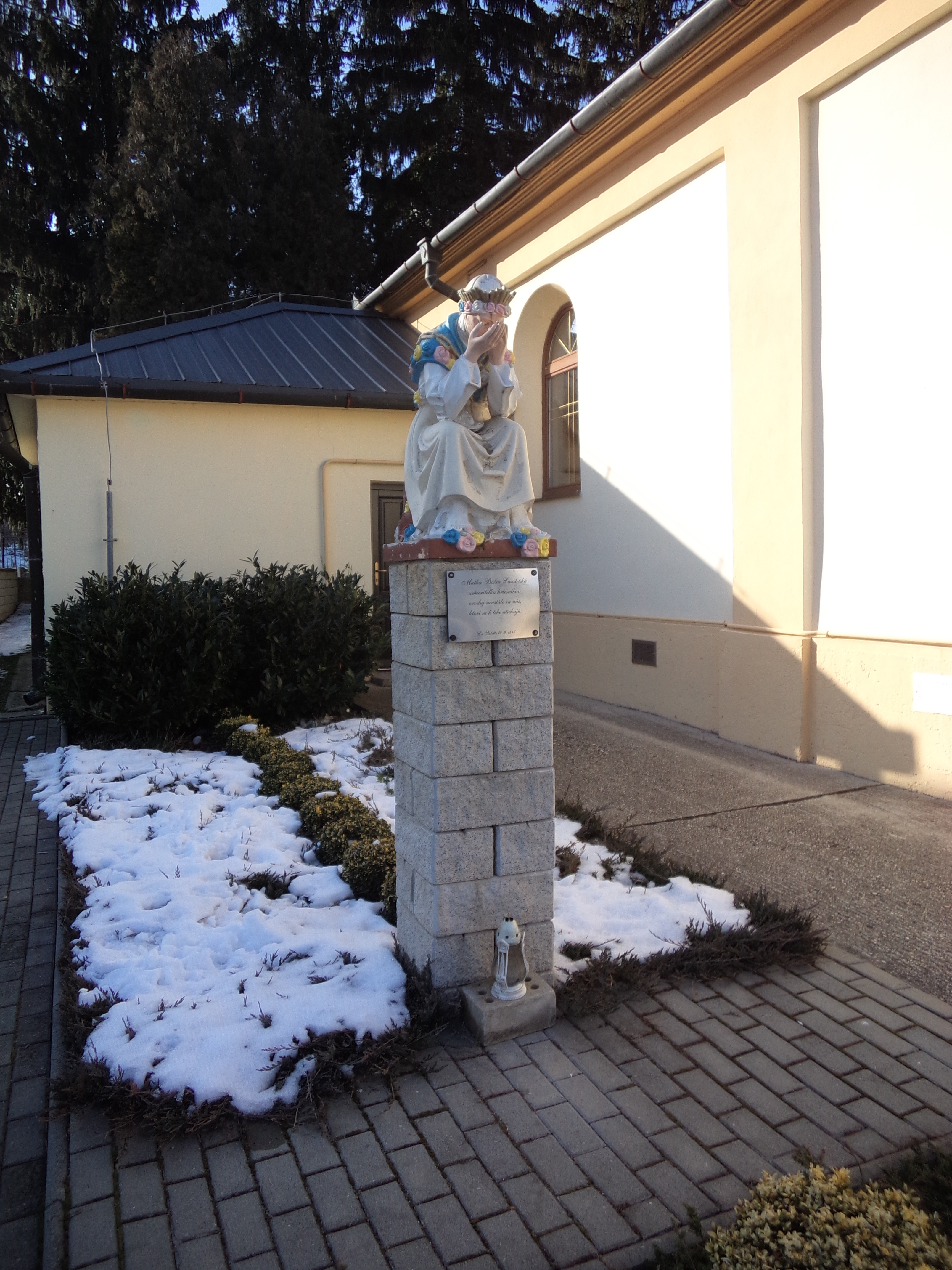
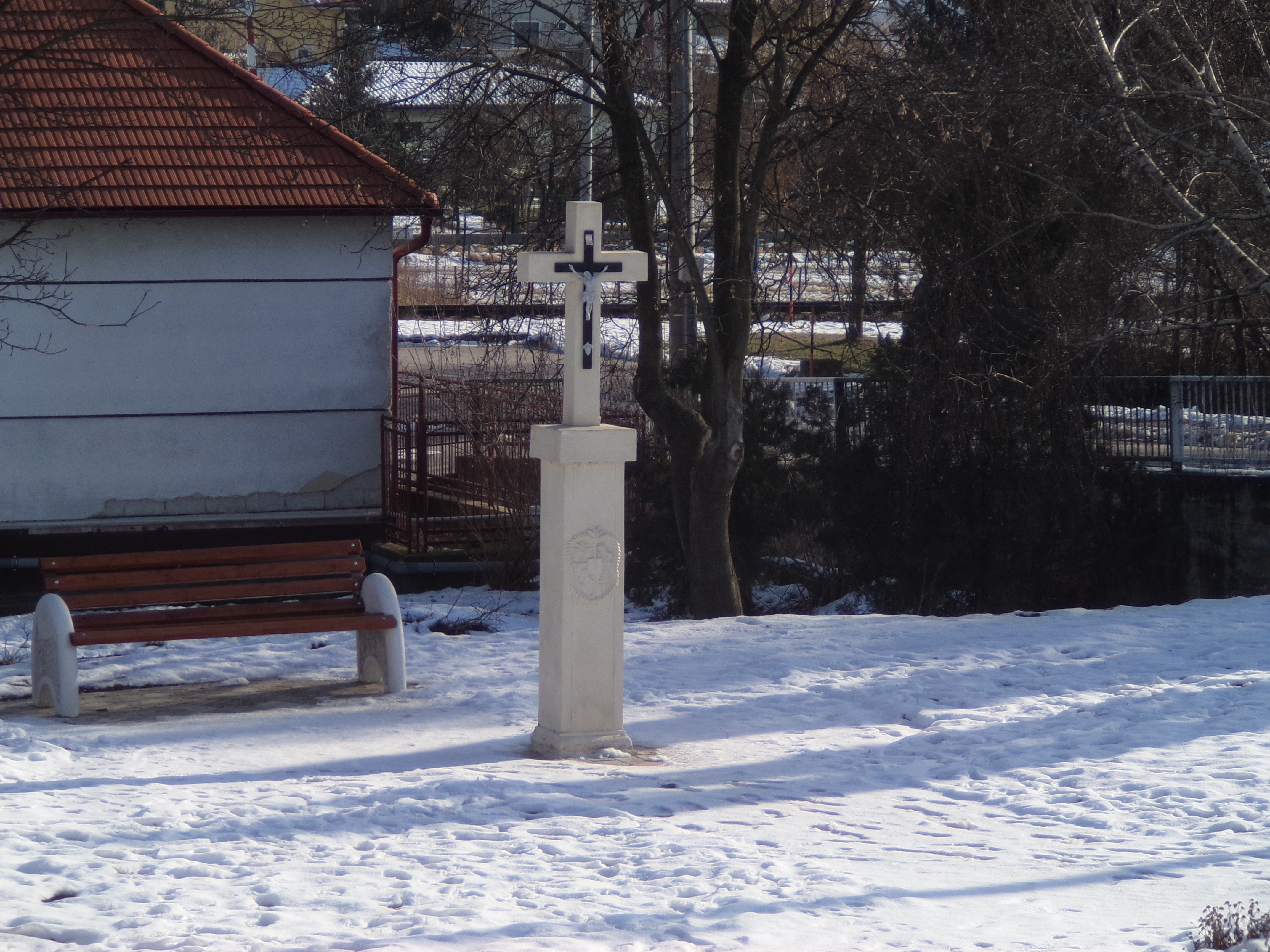

A falu környéki erdők és a kellemes környezet kirándulásra csábít. Érdemes meglátogatni az 1512-ből való máriacsaládi pálos kolostor közeli romjait; a tegzesborfői (Hont vármegye) sziklába vájt lakhelyeket; a mesterséges vízesést Újvárnál; a méntelepet Kistapolcsányon és a lévai várat. Feltétlen figyelemre méltók a környék festői szépségű dél-szlovákiai falvai is.

### A termálfürdő
A fürdőben rejlő nagyobb lehetőségek felismerése az 1990-es évek második felére tehető. Előbb 1998-ban autóskemping épült, majd 1999-ben – a gyógyvízre támaszkodva – egy wellness-komplexum (relaxációs-regeneráló központ) is megkezdte a működését. Ez utóbbiban masszázs, elektromos kezelés, finn szauna, szolárium, kondicionálóterem, napfürdő, sőt fodrászat és kozmetika is helyet kapott. A 2003-ban végzett kutatások hangsúlyosan megállapították, hogy a fürdő vizének összetétele megegyezik a Holt-tengerével. Azóta szívesen nevezik Szlovákia Holt-tengerének (Mŕtve more) a fürdőt. Ekkortól vette kezdetét a termálfürdő „nemzetközi felfedezése”. (Egyre több cseh és német vendég érkezett.) A másodpercenként 50 l-es vízhozamú forrás 83 °C-os melegvize 4-7 bar nyomással tör a felszínre. Ilyen paraméterei egyetlen más termálforrásnak sincsenek a Felvidéken. 2003-tól – a megnövekedett érdeklődés hatására – a szabad ég alatti termálmedence télen is üzemel. Jelenleg a fürdő területén hét medence (két úszómedence, két nagymedence, egy ülőmedence, egy gyermekmedence és egy pezsgőfürdő) található. Télen – a szakaszos üzemmenetnél – az ülőmedence, a gyermekmedence és a pezsgőfürdő működik. A 14 hektár alapterületű termálfürdőt az idelátogatók egész évben használhatják, mert a melegvíz felszálló gőze minden évszakban melegíti a testet. A termálfürdő területén emellett – a teljesség igénye nélkül – röplabdapálya, strandröplabdapálya, gyermekjátszótér, csúszda, büfék, vendéglő, cukrászda várja a vendégeket. 2004-ben megkezdték a fedett téli uszoda építését. Nagy fejlesztések történtek, de 2020-ban tévesnek bizonyult hatósági vizsgálatok nagymértékben visszalökték a fürdőkomplexum látogatottságát, amit 2021-re sikerült főszezonban napi 2000 fő fölé emelni. A téli idényben átlagosan 600 látogató gyógyul itt. Nyugati országokból, de Magyarországról is sokan keresik fel a gyógyhelyet.

## A település napjainkban
A lakosok döntő többsége római katolikus vallású, akik a nagymányai plébánia kisbellegi, illetve szencsi filiáját alkotják. Az itt élők közül a 2001-es népszámlálás során 1177 fő szlováknak, 8 magyarnak, 7 csehnek és 1 cigánynak vallotta magát. A település – többek között – óvodával, 1–4. osztályos alapiskolával, könyvtárral, postával, vasútállomással, orvosi rendelővel, pénzváltóval, két római katolikus templommal, benzinkúttal, nyári mozival, futballpályával, futballcsapattal, több kereskedelmi (élelmiszer, drogéria, cipő, textil) és vendéglátóegységgel rendelkezik. Országos, sőt nemzetközi ismertségét a szencsei területen található sósvizű termálfürdőnek köszönheti. Az ideérkező turisták több szálláshely közül választhatnak. Aktív korú lakói többségének jelenleg még a mezőgazdaság és a környék (leginkább Érsekújvár, Léva) ipari, kereskedelmi és szolgáltatóegységei nyújtanak megélhetést, de egyre több azok száma, akik a növekvő idegenforgalomból is profitálnak.

## Népessége
| Év:            | 1994. | 2004.   | 2014.    | 2024.   |
| -------------- | ----- | ------- | -------- | ------- |
| Emberek száma: | 1258  | 1156    | 1032     | 1062    |
| Eltérés:       |       | -8,10 % | -10,72 % | +2,90 % |

| Év:            | 2023. | 2024.   |
| -------------- | ----- | ------- |
| Emberek száma: | 1055  | 1062    |
| Eltérés:       |       | +0,66 % |

1880-ban Kisbellegen 207 szlovák és 33 magyar anyanyelvű, Szencsén 411 szlovák és 7 magyar anyanyelvű élt.
1890-ben Kisbellegen 216 szlovák és 15 magyar anyanyelvű, Szencsén 440 szlovák és 6 magyar anyanyelvű élt.
1900-ban Kisbellegen 266 szlovák és 26 magyar anyanyelvű, Szencsén 500 szlovák és 17 magyar anyanyelvű élt.
1910-ben Kisbellegen 241 szlovák és 7 magyar anyanyelvű, Szencsén 571 szlovák és 17 magyar anyanyelvű élt.
1921-ben Kisbellegen 337 csehszlovák és 4 magyar, Szencsén 683 csehszlovák élt.
1930-ban Kisbellegen 422 csehszlovák, Szencsén 734 csehszlovák és 1 magyar élt.
1941-ben Kisbellegen 412 szlovák és 44 magyar, Szencsén 801 szlovák és 38 magyar élt.
1991-ben 1255 lakosából 1235 szlovák és 8 magyar volt.
2001-ben 1196 lakosából 1177 szlovák és 8 magyar volt.
2011-ben 1062 lakosából 985 szlovák és 12 magyar volt.
2021-ben 1077 lakosából 993 (+5) szlovák, 12 magyar, 1 ruszin, 37 (+1) egyéb és 34 ismeretlen nemzetiségű volt.